# Piethein Focken
Piethein Focken (Beilen, 7 augustus 1891 – 20 februari 1988) was een Nederlands burgemeester.
Hij werd geboren als zoon van de notaris Johannes Petrus Cornelis Focken (1849-1931) en Geertje Kaaskooper (1859-1940). Hij heeft de hbs gedaan en behaalde in 1915 het eerste deel van het notarieel staatsexamen. Hij zou echter geen notaris worden en ging in 1918 als volontair werken bij de gemeentesecretarie van Meppel waar hij later alsnog kon blijven als tijdelijk ambtenaar. In 1921 werd hij eerste ambtenaar ter secretarie van Terschelling en eind 1922 trad hij als commies in dienst bij de gemeente Haskerland. In maart 1944 werd de partijloze Focken benoemd tot gemeentesecretaris en burgemeester van Stavoren. In januari 1945 kreeg hij de opdracht van de Duitse bezetters om mannen aan te wijzen voor het aanleggen van verdedigingswerken bij de haven. Omdat hij dat weigerde werd hij op transport gezet naar de Duitse stad Wilhelmshaven en per 1 februari 1945 ontslagen als burgemeester. In april 1945 keerde hij terug naar het intussen bevrijde Stavoren en werd daar waarnemend burgemeester. Vanaf augustus 1946 was hij weer burgemeester van Stavoren en na zijn pensionering in september 1956 bleef hij nog korte tijd aan als waarnemend burgemeester. Focken overleed begin 1988 op 96-jarige leeftijd.